# 1318
Năm 1318 (Số La Mã: MCCCXVIII) là một năm thường bắt đầu vào ngày Chủ nhật trong lịch Julius.